# Гасле-бай-Бургдорф
Гасле-бай-Бургдорф (нім. Hasle bei Burgdorf) — громада  в Швейцарії в кантоні Берн, адміністративний округ Емменталь.

## Географія
Громада розташована на відстані близько 18 км на північний схід від Берна.
Гасле-бай-Бургдорф має площу 21,9 км², з яких на 7,7% дозволяється будівництво (житлове та будівництво доріг), 58,8% використовуються в сільськогосподарських цілях, 32,6% зайнято лісами, 0,9% не є продуктивними (річки, льодовики або гори).

## Демографія
2019 року в громаді мешкало 3326 осіб (+7,1% порівняно з 2010 роком), іноземців було 9,2%. Густота населення становила 152 осіб/км².
За віковим діапазоном населення розподілялося таким чином: 20,6% — особи молодші 20 років, 60,3% — особи у віці 20—64 років, 19% — особи у віці 65 років та старші. Було 1419 помешкань (у середньому 2,3 особи в помешканні).
Із загальної кількості 1348 працюючих 257 було зайнятих в первинному секторі, 307 — в обробній промисловості, 784 — в галузі послуг.